# Botanische Tuin De Kruidhof
De Kruidhof is de grootste botanische tuin van Friesland en gevestigd in Buitenpost, in de Nederlandse provincie Friesland. Op De Kruidhof bevinden zich zeventien thematuinen op een oppervlakte van bijna 4 hectare. Er groeien meer dan 2.000 verschillende planten, waaronder 1.500 soorten kruiden. Daarnaast beschikt De Kruidhof over de grootste collectie geneeskrachtige kruiden van alle botanische tuinen in West-Europa.

## Geschiedenis
De tuin is in 1930 opgezet als een proeftuin voor groente en fruit. De Rijksuniversiteit Groningen ondersteunde na 1946 de inrichting van een kruidentuin en doet sinds de jaren 1950 onderzoek naar de geneeskrachtige werking van planten in samenwerking met De Kruidhof. De kruidentuin heeft de grootste collectie geneeskrachtige kruiden van alle botanische tuinen in West-Europa. De botanische tuin is sinds eind jaren 1970 bezit van de gemeente Achtkarspelen. Sindsdien is de toeristische functie steeds belangrijker geworden. Het is ook een gemeentelijke werkgelegenheidslocatie. Vanaf het jaar 2000 is De Kruidhof lid van de Nederlandse Vereniging van Botanische Tuinen en een geregistreerd museum.  

## Beschrijving
De Kruidhof is een botanische tuin en museum in Buitenpost in de Nederlandse provincie Friesland. Er zijn zeventien thematuinen die samen bijna 4 hectare beslaan. Er groeien meer dan 2.000 verschillende planten waaronder 1.500 soorten kruiden.
Thematuinen: geneeskruidentuin, keukenkruidentuin, rosarium, kloosterhof, heemtuin, fruithof, oude cultuurgewassen, boerenbloementuin, muziektuin, vlindertuin, bostuin, varenhof, verfplantencollectie, Bijbelse plantencollectie, meditatietuin.
Op De Kruidhof vinden ook openluchtconcerten en theateruitvoeringen plaats en er wordt kunst tentoongesteld. Er is tevens een winkel, een verkooptuin en een horecagelegenheid. 

## Top tien
De top tien van zeldzame planten op De Kruidhof werd in 2015 opgesteld ter gelegenheid van Wereldbiodiversiteitsdag.
1. Blauw guichelheil (Anagallis arvensis subsp. foemina)
2. Rozenkransje (Antennaria dioica)
3. Wolfskers (Atropa bella-donna)
4. Karwij (Carum carvi)
5. Brave hendrik (Chenopodium bonus-Henricus)
6. Verfbrem (Genista tinctoria)
7. Bilzekruid (Hyoscyamus niger)
8. Malrove (Marrubium vulgare)
9. Viltroos (Rosa tomentosa)
10. Meekrap (Rubia tinctorum)

## Fotogalerij

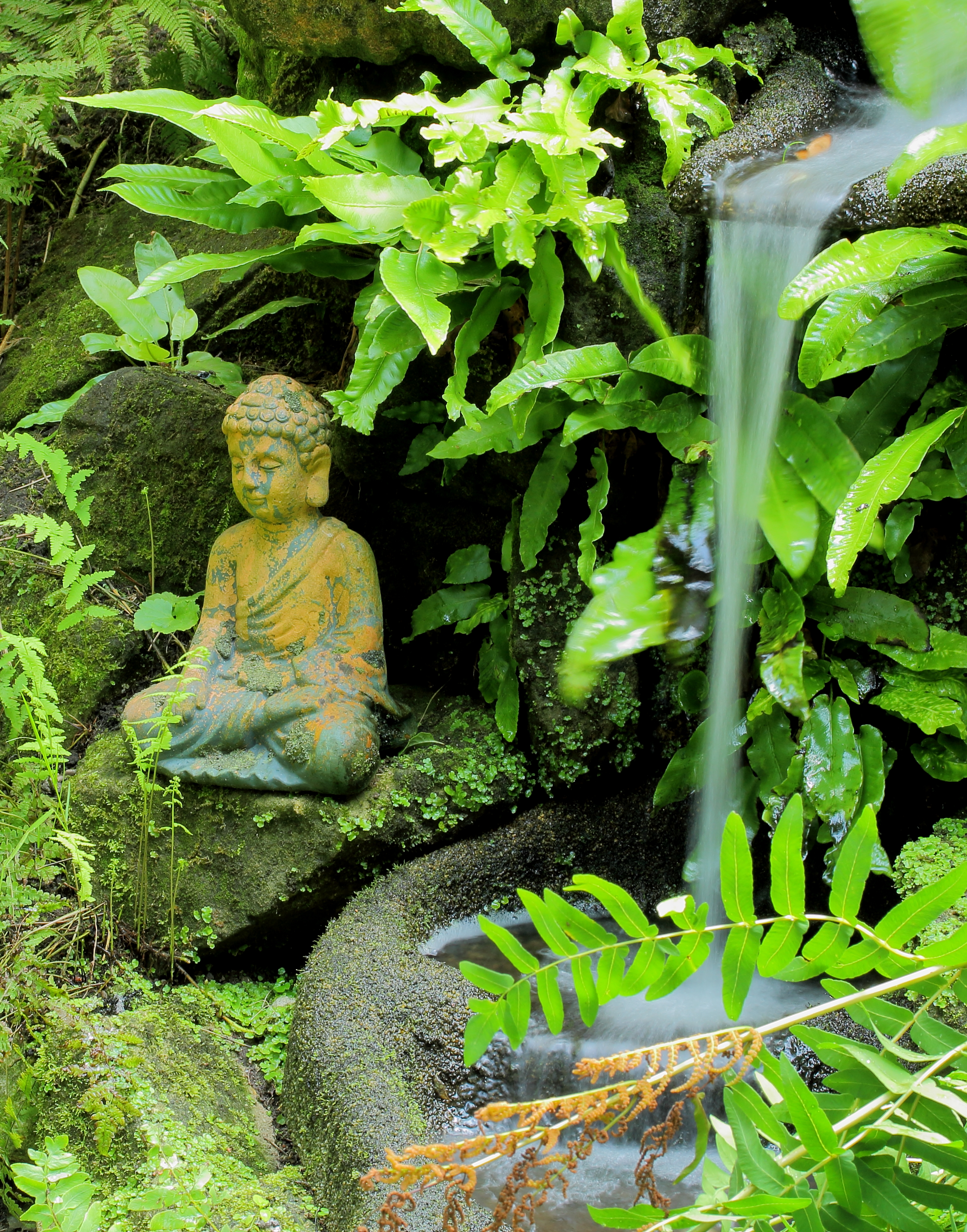
Beeldje bij waterval in de varenhof
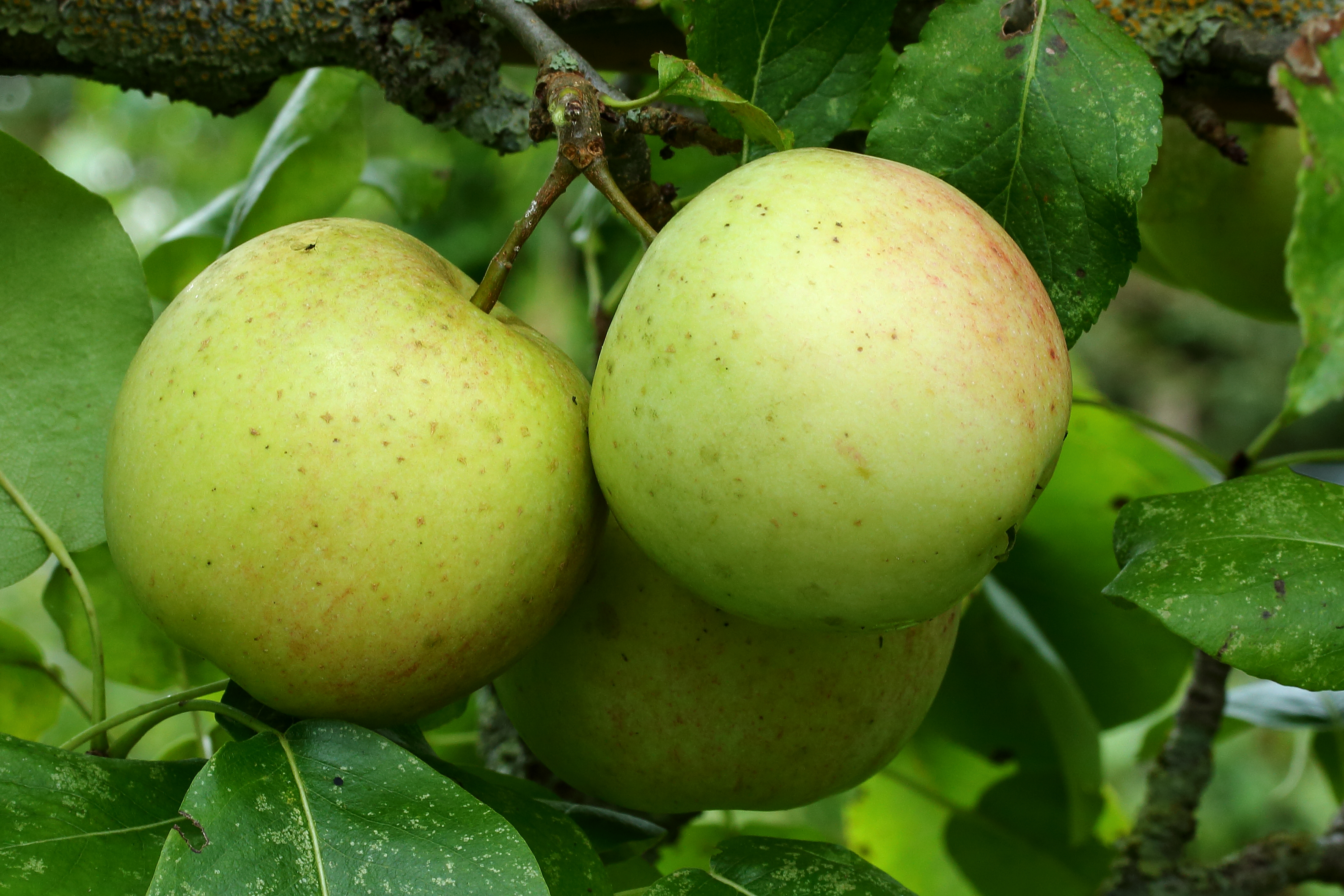
Appel Allington Pippin
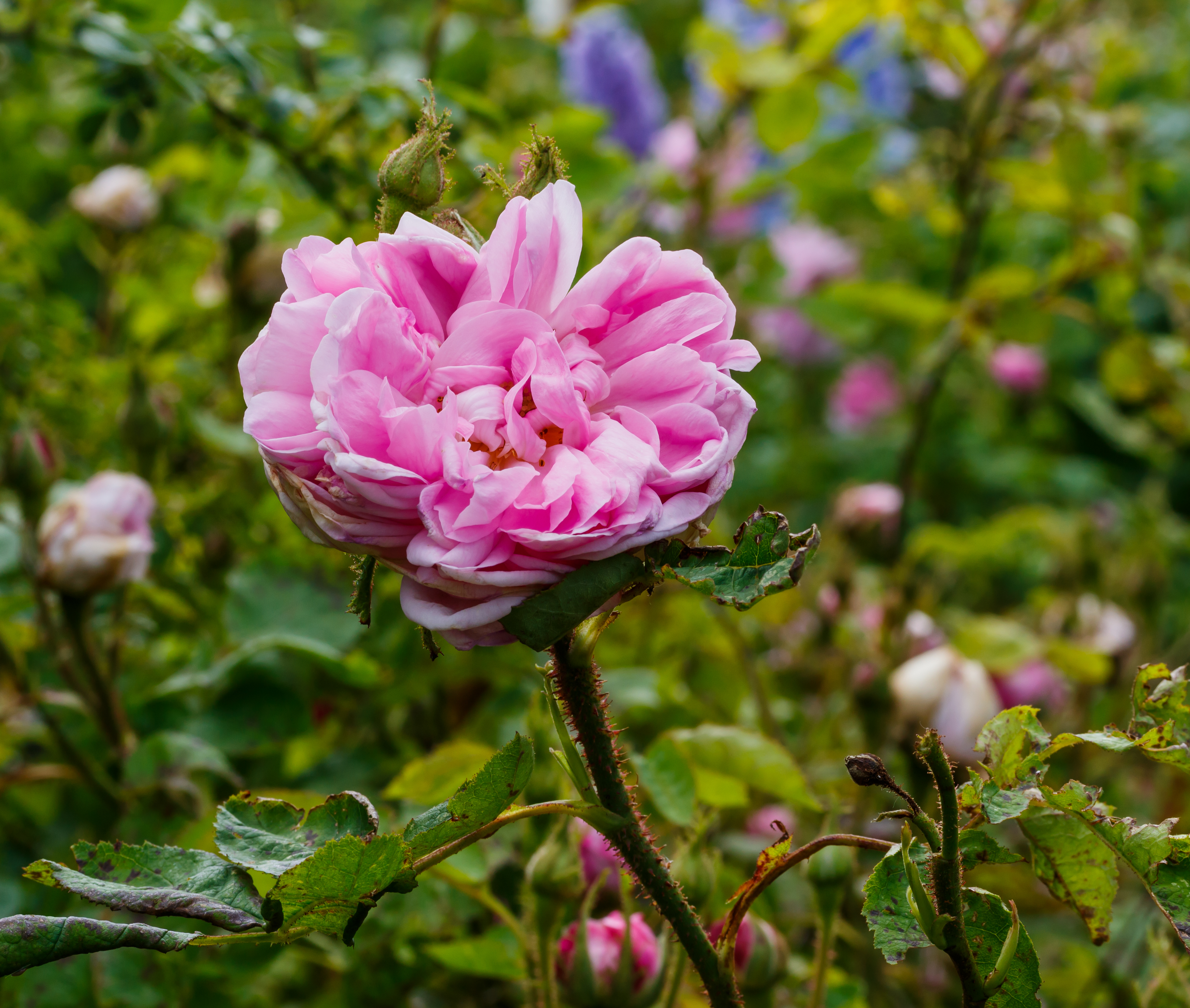
Rosa 'Salet'